# Caenolestes condorensis
Caenolestes condorensis (возможное русское название — андский ценолест) — вид млекопитающих из семейства ценолестовых. Известны только из гор Кордильера-дель-Кондор в Эквадоре. Это крупнейший представитель семейства был впервые описан в 1996 году. По оценке на 2015 год в популяции было менее 1000 особей.

## Описание
Общая длина 26 см, хвост 13 см. Вес 48 г. Выражен половой диморфизм — самцы крупнее самок. 
Мех коричневато-серый длиной около 10 мм в длину, с тёмным пятном на груди. Задние лапы длиной 3 см, уши 1,8 см, массивный череп 3,8 см, длинный рострум (совмещенный рот и нос) почти 2 см. Имеют крупные клыки, белые усы и очень маленькие глаза. Относятся к сумчатым, однако самки не имеют сумчатого мешка; молодые особи могут иметь неразвитую складку кожи, которая исчезает при достижении зрелости.
МСОП присвоил виду охранный статус VU.